# Tadasuni
Tadasuni é uma comuna italiana da região da Sardenha, província de Oristano, com cerca de 198 habitantes. Estende-se por uma área de 4 km², tendo uma densidade populacional de 50 hab/km². Faz fronteira com Ardauli, Boroneddu, Ghilarza, Sorradile.